# Municipio de Moreau (condado de Moniteau)
El municipio de Moreau (en inglés: Moreau Township) es un municipio ubicado en el condado de Moniteau en el estado estadounidense de Misuri. En el año 2010 tenía una población de 740 habitantes y una densidad poblacional de 7,08 personas por km².

## Geografía
El municipio de Moreau se encuentra ubicado en las coordenadas 38°37′34″N 92°40′30″O / 38.62611, -92.67500. Según la Oficina del Censo de los Estados Unidos, el municipio tiene una superficie total de 104.51 km², de la cual 104,12 km² corresponden a tierra firme y (0,36 %) 0,38 km² es agua.

## Demografía
Según el censo de 2010, había 740 personas residiendo en el municipio de Moreau. La densidad de población era de 7,08 hab./km². De los 740 habitantes, el municipio de Moreau estaba compuesto por el 97,84 % blancos, el 1,22 % eran amerindios, el 0,27 % eran de otras razas y el 0,68 % eran de una mezcla de razas. Del total de la población el 1,35 % eran hispanos o latinos de cualquier raza.